# Вербицкий, Герасим Иванович
Герасим Иванович Вербицкий (1912 — 8 сентября 1982 года) — участник Великой Отечественной войны, комбайнер Петровского зерносовхоза, Ставропольский край. Герой Социалистического Труда (22.10.1949).

## Биография
Родился в 1912 году на территории современного Ставропольского края. Русский.
После окончания в 1936 году курсов механизаторов при Петровской машинно-тракторной станции (МТС) начал трудовую деятельность там же трактористом. Герасиму Ивановичу довелось работать на всех марках тракторов, также в совершенстве он овладел специальностями слесаря-монтажника, машиниста квадратно-гнездового посевного агрегата, плотника.
участник Великой Отечественной войны, призван Петровским РВК, в 1941 году, рядовой 44-го стрелкового полка 15-й стрелковой дивизии.
С 1948 года работал комбайнером Петровской МТС, а после её расформирования — 2-го отделения Петровского зерносовхоза (центральная усадьба — село Николина Балка).
По итогам работы в 1951 году Герасим Иванович и оба его сына, Пётр и Михаил, были награждены орденами Трудового Красного Знамени.
На уборке 1956 года впервые применил двухфазный метод раздельной уборки хлебов и за сезон убрал 297 гектаров колосовых, а также комбайном «Сталинец-6» — 845 гектаров, намолотив 12 281 центнеров зерна.
Указом Президиума Верховного Совета СССР от 11 января 1957 года за успехи по освоению целинных и залежных земель, проведению уборки урожая и хлебозаготовок, широкое внедрение прогрессивного метода раздельной уборки зерновых в 1956 году Вербицкому Герасиму Ивановичу присвоено звание Героя Социалистического Труда с вручением ордена Ленина и золотой медали «Серп и Молот».
Неоднократно выезжал в командировки в Сибирь на уборку урожая зерновых в совхозе «Пролетарский» Ордынского района Новосибирской области.
Избирался депутатом Ставропольского краевого Совета депутатов трудящихся (с марта 1957 года).
Проживал в с. Благодатное, Петровский район (Ставропольский край).
Умер 8 сентября 1982 года.

## Награды
- Золотая медаль «Серп и Молот»(22.10.1949)
- Орден Ленина(22.10.1949)
- Орден Трудового Красного Знамени(12.06.1952)
- Медаль «За трудовую доблесть»
- Медаль «За освоение целинных земель»
- медалями ВДНХ СССР:

## Память
- На могиле установлен надгробный памятник.